# 小松神社 (羽生市)
小松神社（こまつじんじゃ）は、埼玉県羽生市の神社。

## 歴史
景行天皇の御代に創建された。日本武尊の東征の途上で、伊弉諾命、伊弉冉命の2柱を祀る祠を建てたという。その後も平貞盛・藤原秀郷・源頼信などの武将が当社に参拝したという。
承安年間（1171年 - 1175年）、平重盛は熊野・白山の両権現を当社に勧請した。重盛の死後、家臣の平貞能は重盛の遺骨を携えて当社のそばに葬り、菩提を弔うために「小松寺」を創建した。
1554年（天文23年）、羽生城の城主木戸忠朝は社殿を修築し祈願所とした。しかし羽生城の落城に伴い、当社も衰微してしまった。ちょうどその頃、兵火の難を逃れて避難していた正覚院の長雅は、この小松社寺の衰微を嘆き、中興した。この縁により、小松寺は正覚院の末寺となった。
明治初期の神仏分離により、小松寺は廃寺に追い込まれた。小松寺の僧侶は還俗して当社の神職となった。1873年（明治6年）、近代社格制度に基づく「郷社」に列せられた。

## 文化財
- 小松神社算額（羽生市指定有形文化財 昭和44年3月20日指定）[3]
- 木造十一面観音坐像（羽生市指定有形文化財 昭和56年6月29日指定）[3]
- 木造阿弥陀如来坐像（羽生市指定有形文化財 昭和56年6月29日指定）[3]
- 朝鮮使節来朝（羽生市指定有形文化財 平成元年7月11日指定）[3]
- 小松神社本殿（羽生市指定有形文化財 平成28年3月25日指定）[3]

## 交通アクセス
- 羽生駅より徒歩26分。